# Daiana Rosenfeld
Daiana Rosenfeld (1985) es una cineasta argentina. Entre sus películas y series se destaca El Polonio (2011), Los ojos de América (2015, ganadora del Martín Fierro al Mejor Documental), Salvadora (2017), Mujer Medicina (2019), la serie de tv Libertarias (2019, ganadora del premio Argentores a la Mejor serie de televisión), Juana (2021), Victoria (2022), Virginia (2022), Delmira (2025) y La sangre de la luna (2025).

## [8][9]Referencias
1. ↑  Bilbao, Horacio (21 de agosto de 2015). «"Los ojos de América": Cartas de amor de locura y de muerte». Clarín. Consultado el 19 de mayo de 2025.
2. ↑  Página|12 (14 de agosto de 2017). «Una mujer incomprendida y atemporal | Daiana Rosenfeld habla de su documental sobre Salvadora Medina Onrubia». PAGINA12. Consultado el 19 de mayo de 2025.
3. ↑  «Daiana Rosenfeld: mujeres en lucha por la armonía». KINOA.TV. 3 de febrero de 2023. Consultado el 19 de mayo de 2025.
4. ↑  Invernizzi, Agostina Andrea (2021-08). Miradas oscilantes y escuchas posibles: la poética autoral de Daiana Rosenfeld en el documental Salvadora (2017). ISSN 2347-0135. Consultado el 19 de mayo de 2025.
5. ↑  Prieto, Paula Vázquez (29 de marzo de 2021). «Juana: rescate de una de las pioneras del anarquismo en Argentina». LA NACION. Consultado el 19 de mayo de 2025.
6. ↑  Tosello, Jules (17 de marzo de 2022). «“Virginia”, documental de Daiana Rosenfeld. Crítica. | Cine y Teatro Argentino». cineargentinohoy.com.ar. Consultado el 19 de mayo de 2025.
7. ↑  «Semblanza de una mujer sola». www.laprensa.com.ar. Consultado el 19 de mayo de 2025.
8. ↑  «Crítica de "Victoria" y la lucha feminista de Daiana Rosenfeld». EscribiendoCine. Consultado el 19 de mayo de 2025.
9. ↑  «Abuelas anarquistas, por Daiana Rosenfeld | Agencia Paco Urondo». www.agenciapacourondo.com.ar. Consultado el 19 de mayo de 2025.